# L-乳酸脱氢酶
L-乳酸脱氢酶（EC 1.1.1.27 （页面存档备份，存于））是一种以NAD+或NADP+为受体、作用于供体CH-OH基团上的氧化还原酶。这种酶能催化以下酶促反应：
(S)-乳酸 + NAD+ {\displaystyle \rightleftharpoons } 丙酮酸 + NADH + H+
在动物细胞中NADP+也代替NAD+参与上述反应，只是反应速率较慢，而细菌则不能用NADP+替代NAD+。这种酶也能氧化其他(S)-2-羟基单羧酸。L-乳酸脱氢酶与D-乳酸脱氢酶统称“乳酸脱氢酶”。

## L-乳酸脱氢酶同工酶
- EC编号：1.1.1.27
- 通用名：L-乳酸脱氢酶
  - 英文：L-lactate dehydrogenase
- 催化反应：(S)-乳酸+NAD+⇔丙酮酸+NADH+H+
- 系统名称：(S)-乳酸：NAD+氧化还原酶
  - 英文：(S)-lactate:NAD+ oxidoreductase
- CAS注册号：9001-60-9
- 化學式：
  - L-乳酸脱氢酶A ：C1639H2653O477N439S13[1]
  - L-乳酸脱氢酶B：C1628H2639O488N431S14[2]
  - L-乳酸脱氢酶 C ：C1627H2647O478N431S13[3]
- 注释：也氧化其他（S）-2-单羧酸。NADP+也可以缓慢的与动物的D-乳酸脱氢酶反应，但不与细菌的此酶反应。